# Galut

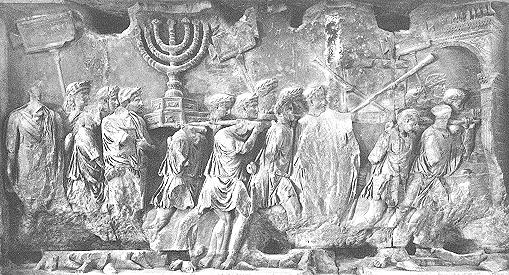
Tezaurul din Ierusalim în procesiunea triumfală a lui Titus la Roma - eveniment din timpul celui de-al patrulea exil al evreilor, exil cauzat de Marea Revoltă a Evreilor (și de Războaiele romanilor cu evreii).

Galut sau Golus (ebraică : גלות) înseamnă literalmente exil. Galut sau clasicul Golus se referă la exilul poporului evreu din Țara lui Israel. Au fost patru asemenea exiluri. Acestea sunt spuse ca o aluzie la viziunea biblică a lui Avraam despre viitorul descendenților săi în conformitate cu Bereishit Rabba (44:17):
„Și iată, o mare frică întunecată a căzut peste el. „Frica” se referă la Imperiul Babilonian... „Întuneric” se referă la Mezi ... „Mare” se referă la Grecia... „A căzut peste el” se referă la Edom”
Despre aceste patru exiluri se spune că ar corespunde la patru animale: cămila, iepure, iepurele Lepus europaeus și porcul.